# Luiz Razia
Luiz Tadeu Razia Filho, (n. 4 aprilie 1989, Barreiras, Brazilia) este un pilot de curse, care la începutul sezonului de Formula 1 din 2013 a fost anunțat de echipa Marussia F1 Team ca pilot principal. Din cauza faptului ca sponsorii brazilianului nu au achitat și a doua rată din cei 6 milioane de euro, l-au înlocuit în cadrul echipei ca pilot principal cu francezul Jules Bianchi.

## Cariera în Formula 1
| Sezon | Echipă           | Puncte      | Loc clasament general |
| ----- | ---------------- | ----------- | --------------------- |
| 2010  | Virgin Racing    | Pilot teste | -                     |
| 2011  | Team Lotus       | Pilot teste | -                     |
| 2013  | Marussia F1 Team | Pilot teste | -                     |

## Cariera în Motor Sport
| Sezon | Competiție                 | Puncte | Loc clasament general |
| ----- | -------------------------- | ------ | --------------------- |
| 2007  | Formula Renault 3.5 Series | 0      | -                     |
| 2009  | GP2 Series                 | 8      | 19                    |
| 2010  | GP2 Series                 | 28     | 11                    |
| 2011  | GP2 Series                 | 19     | 12                    |
| 2012  | GP2 Series                 | 222    | 2                     |